# Protea longifolia
Protea longifolia är en tvåhjärtbladig växtart som beskrevs av Gábor Gabriel Andreánszky. Protea longifolia ingår i släktet Protea och familjen Proteaceae. Utöver nominatformen finns också underarten P. l. minor.